# Clarendon Laboratory

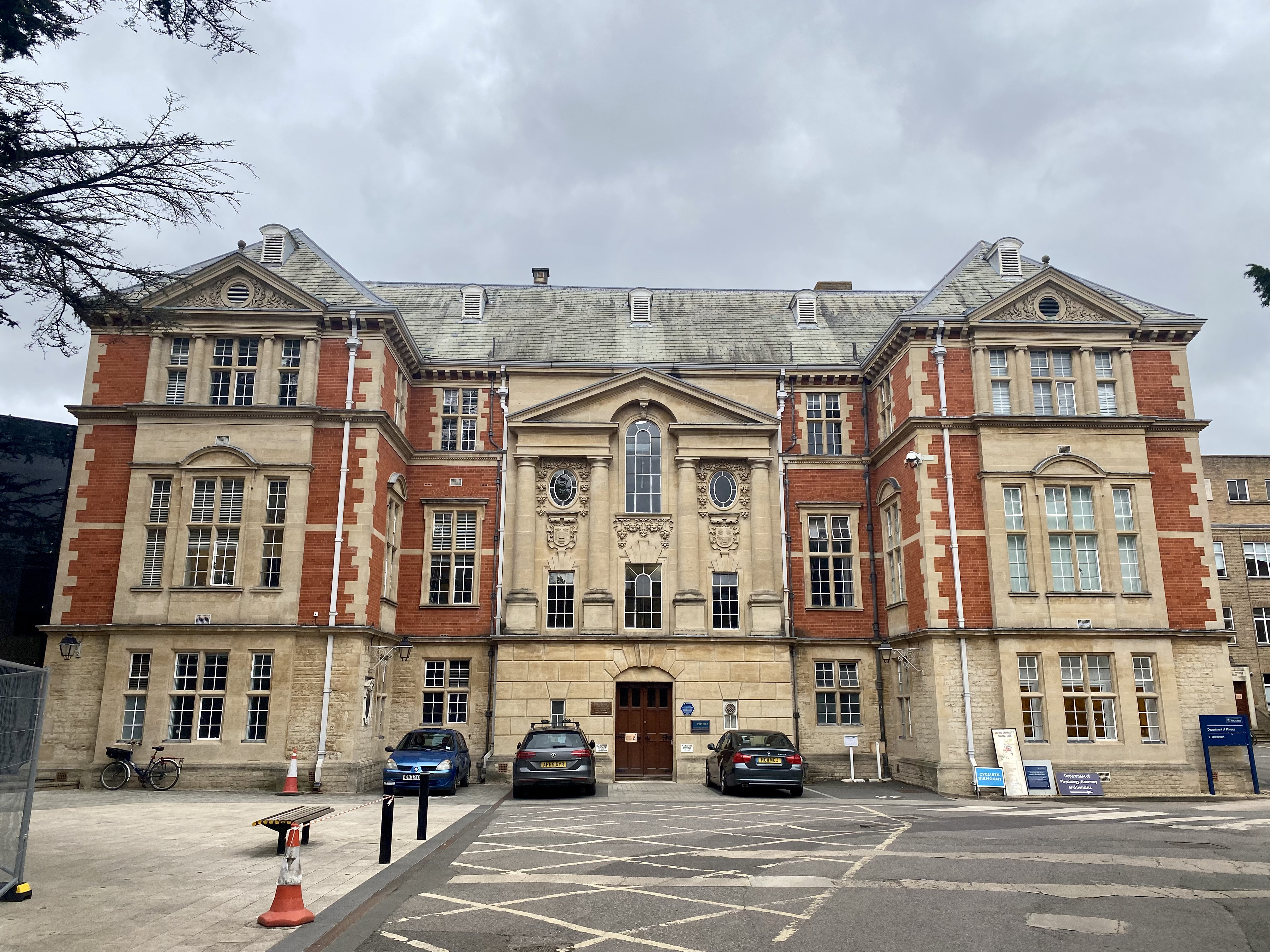
Clarendon Laboratory – Townsend Building. Zufahrt über die Sherrington Rd.

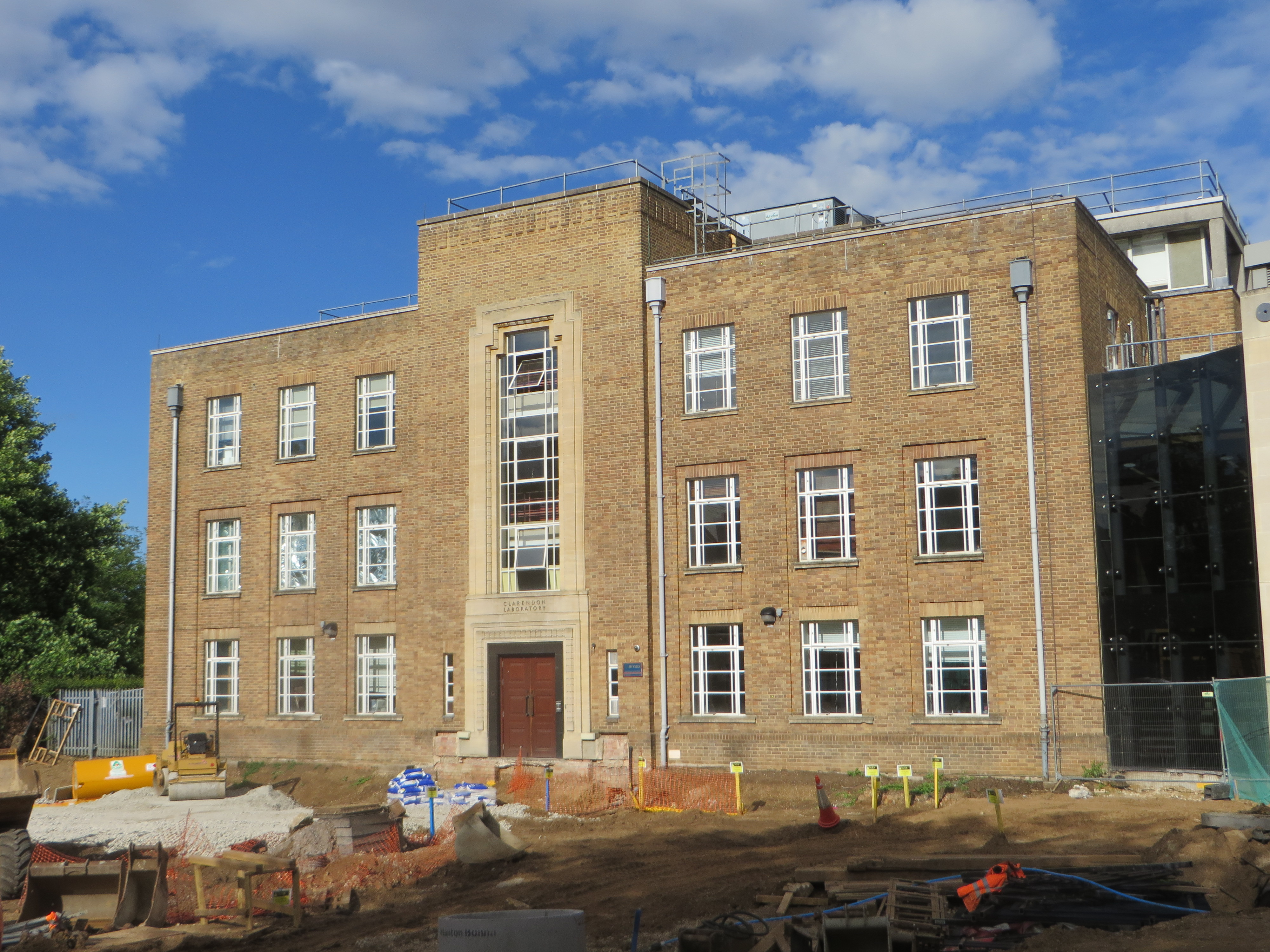
Clarendon Laboratory – Lindemann Building. Das Gebäude ist nördlich des Townsend Gebäudes angeschlossen. Die Baustelle für das neue Beecroft Building (Fertigstellung 2018) ist zu sehen. Das Gebäude steht heutzutage nicht mehr frei, sondern hinter dem Beecroft Building.

Das Clarendon Laboratory ist ein traditionsreiches Physik-Labor der Universität Oxford. Es befindet sich im Science Area von Oxford.

## Gebäude
Das Clarendon Laboratory befindet sich relativ zentral in der Universitätsstadt Oxford z. B. unlängst gegenüber dem Keble College. Es besteht aus zwei Gebäudeteilen, dem Townsend Building und dem Lindemann Building. Direkt vor dem Lindemann Gebäude wurde 2018 das Beecroft Building eröffnet und gehört auch zur Fachabteilung Physik der Universität Oxford.
Es sind viele weitere Forschungsgebäude in dem Stadtteil zu finden sowie auch das Oxford University Museum of Natural History.

## Geschichte
Das Clarendon Laboratory ist nach der Stiftung für das erste Gebäude (Townsend Building) benannt, das 1872 eröffnet wurde. Die Stiftung aus dem Nachlass von Edward Hyde finanzierte den Bau damals mit 10.000 Pfund. Im ursprünglichen Gebäude befindet sich heute die Abteilung Geowissenschaften. Es war das erste speziell als Physiklabor konzipierte Gebäude in Großbritannien, ein Gebäude voller dunkler kleiner Räume, gewundener Korridore und unerwarteter Ecken. Das Cavendish-Laboratorium in Cambridge wurde erst ein Jahr nach dem Clarendon Laboratory 1873 eröffnet. 1939 wurde das alte Gebäude aufgegeben und die Physiker zogen in ein neues Gebäude.
Erster Direktor für fast fünfzig Jahre bis zu seiner Emeritierung 1915 war Robert Bellamy Clifton, der ab 1865 Professor für Experimentalphysik in Oxford war. Clifton legte allerdings wenig Wert auf Forschungsförderung. Immerhin erlaubte er Charles Boys Messungen zur Gravitationskonstante, die dieser wegen der allgegenwärtigen störenden Vibrationen in London nicht ausführen konnte. 1910 wurde das Electrical Laboratory gegründet für den zweiten Professor für Experimentalphysik John Sealy Townsend. Nach Clifton war ab 1919 Frederick Lindemann (Lord Cherwell) Direktor, der das Labor aus einem Zustand des Niedergangs unter Clifton zu einem der führenden Physikinstitute des Landes führte und stark erweiterte.
Hier wirkten unter anderem Henry Moseley, der ab 1913 am Clarendon war aber schon 1915 im Ersten Weltkrieg fiel, und unter der Ära Lindemanns, der ein Zentrum für Tieftemperaturphysik aufbaute, die Brüder Fritz London und Heinz London und der Tieftemperaturphysiker Kurt Mendelssohn sowie die Atomphysiker Derek Jackson und Heinrich Gerhard Kuhn. Im Zweiten Weltkrieg befasste man sich insbesondere mit Radarforschung und viele der Wissenschaftler gingen ans britische Atombombenprojekt bzw. Manhattan-Projekt in den USA. Nach dem Krieg wurden die Forschungen zur Mikrowellentechnik (Radar) am Clarendon in der Festkörperphysik und Atomphysik angewandt (EPR, NMR). 1957 wurde Brebis Bleaney Direktor (Francis Simon war zunächst vorgesehen, starb aber vorher). In den 1970er Jahren wurde die Laserspektroskopie ausgebaut. 1977 bis 1987 war E. W. J. Mitchell (Bill Mitchell) Direktor und ab 1988 R. A. Cowley.
Das Laborgebäude beherbergt heute die Abteilungen Atomphysik, Laserphysik, Festkörperphysik (Condensed Matter Physics) und Biophysik der Physik-Fakultät in Oxford sowie das Oxford Centre for Quantum Computation.
2007 erhielt es den Chemical Landmark Status wegen der Arbeit von Moseley.